# Arazzi della battaglia di Pavia
Gli arazzi della battaglia di Pavia sono una serie di sette arazzi di fattura fiamminga, tessuti a basso liccio, conservati nel Museo di Capodimonte a Napoli.

## La battaglia di Pavia

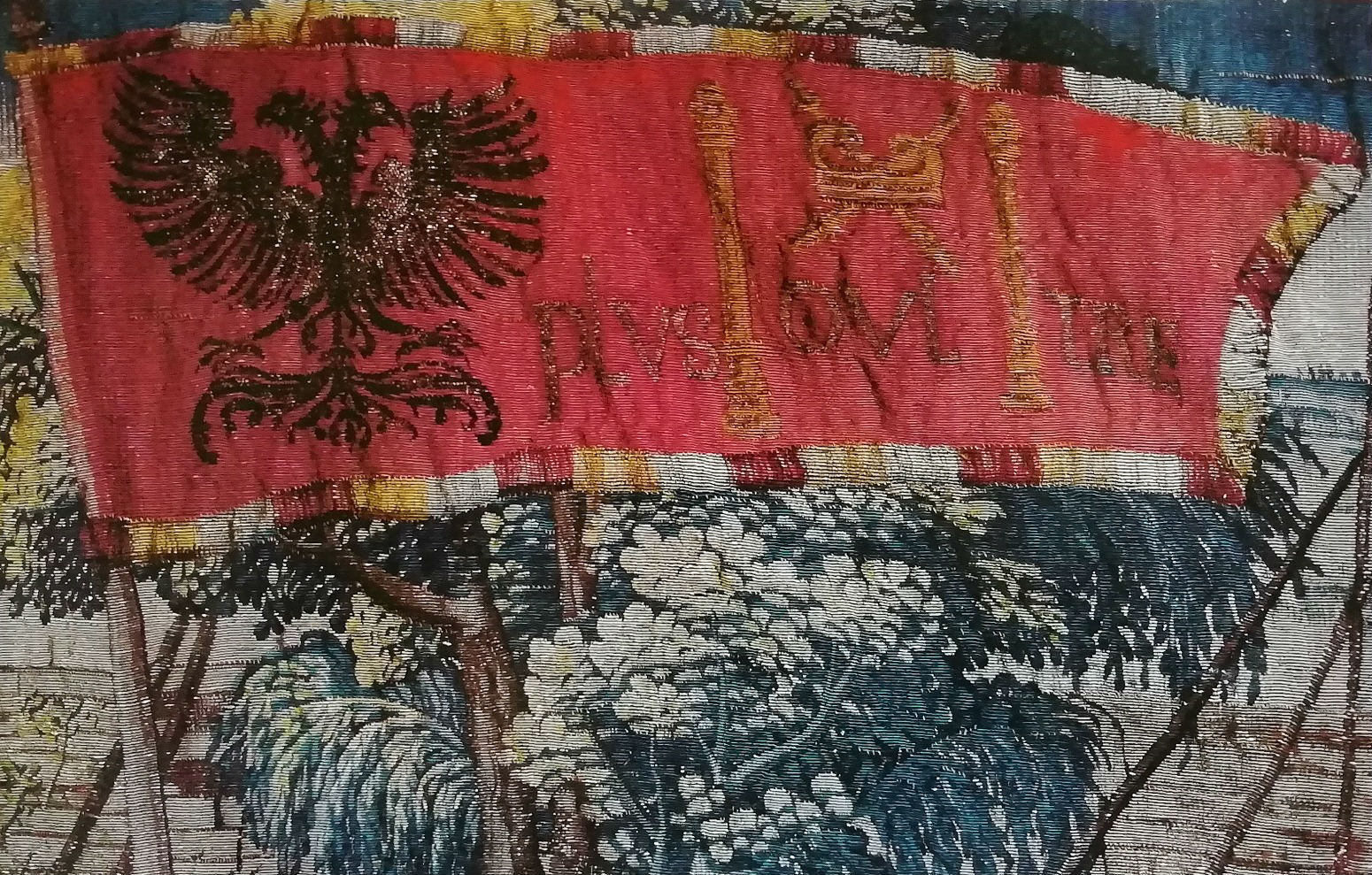
Il vessillo di Carlo V (particolare dell'arazzo con la cattura del re di Francia)

La battaglia combattuta a Pavia il 24 febbraio 1525 fu l'evento culminante di uno dei molteplici conflitti che, a partire dalla fine del quindicesimo secolo, videro contrapposte Spagna e Francia e che ebbero come principale scenario di lotta la penisola italiana (per questo chiamati Guerre d'Italia). Oggetto dell'aspra contesa tra le due potenze furono il Ducato di Milano e il Regno di Napoli.
A Pavia ebbe luogo lo scontro decisivo della quarta guerra d'Italia franco-ispanica, combattimento che si concluse con una schiacciante vittoria delle armi iberiche di Carlo V d'Asburgo, re di Spagna e sacro romano imperatore. La disfatta francese fu resa ancor più cocente dalla cattura in battaglia dello stesso re di Francia Francesco I di Valois.
La sconfitta e la prigionia del re - recluso in Spagna per un anno - portarono alla firma della pace di Madrid del 1526 con la quale la corte di Parigi rinunciava ad ogni pretesa su Napoli e su Milano (trattato che in verità pochi anni dopo Francesco di Valois ignorò riaprendo le ostilità contro gli spagnoli).
La vittoria di Pavia fu uno straordinario successo militare e politico per Carlo V e la Casa d'Asburgo e lo si volle propagandisticamente consacrare anche con la realizzazione di molte opere d'arte dedicate a questa gloriosa impresa. La serie di arazzi di Capodimonte è la testimonianza figurativa più significativa di questo fenomeno celebrativo giunta sino a noi.

## Storia

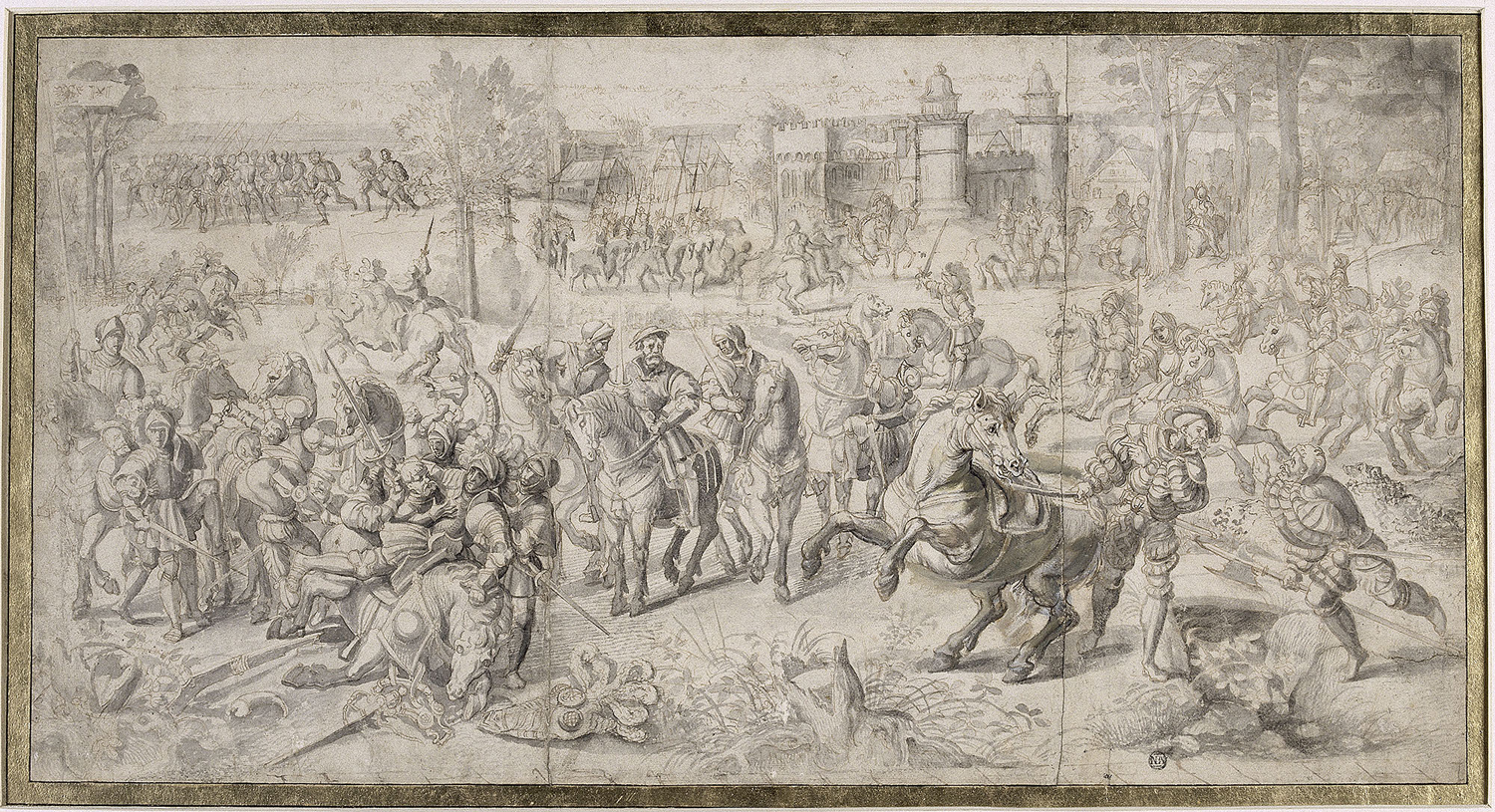
Uno dei modelletti di Bernard van Orley custoditi al Louvre raffigurante l'episodio della cattura di Francesco I

Una serie di arazzi dedicati alla battaglia di Pavia fu donata nel 1531 a Carlo V - o secondo altra ipotesi a sua sorella Maria d'Ungheria - dagli Stati Generali dei Paesi Bassi (possedimento di Carlo in quanto erede dei duchi di Borgogna e dove Maria governava come reggente) quale omaggio celebrativo per la grande vittoria asburgica conseguita in Italia.
Non è del tutto certo che i panni oggi nel museo napoletano si possano identificare con quelli oggetto di questo dono in quanto un documento vergato a Venezia nel 1533 testimonia che la serie sulla battaglia fu tessuta anche in una seconda tiratura (come del resto era piuttosto usuale nella produzione arazziera). È comunque opinione diffusa a livello storico-artistico che, per l'alta qualità che li contraddistingue, gli arazzi napoletani possano essere proprio l'editio princeps della serie, cioè quella oggetto dell'omaggio dinastico alla Casa d'Asburgo.
Prima di confluire nelle raccolte di Capodimonte gli arazzi furono di proprietà della nobile famiglia napoletana dei d'Avalos e si trovavano originariamente nel loro palazzo di Vasto, in Abruzzo, antico feudo della famiglia.

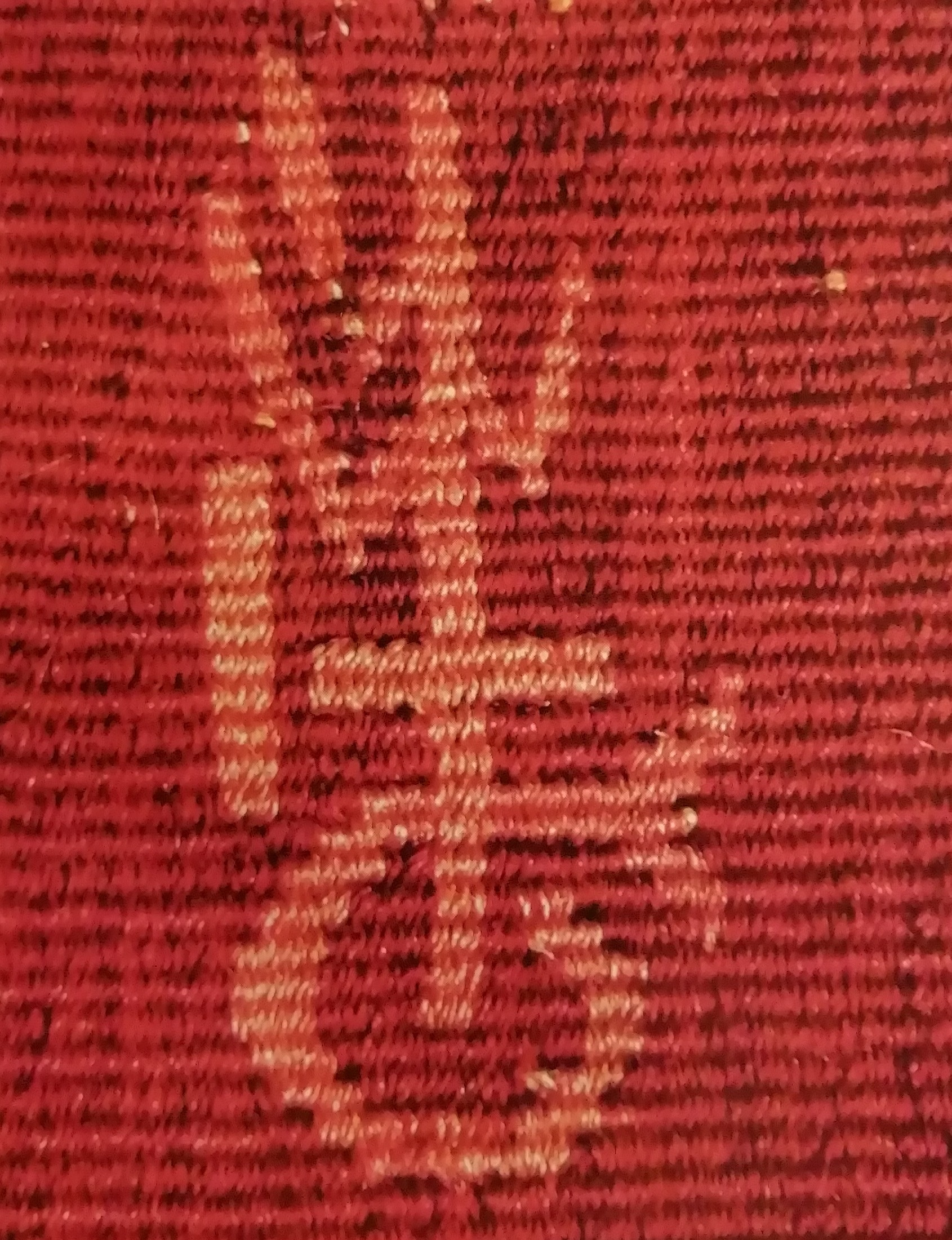
Il monogramma sugli arazzi di Capodimonte ritenuto marchio di fabbrica della manifattura tessile Dermoyen

Alienati nel Settecento per momentanee necessità finanziare sono poi recuperati dalla famiglia, ad inizio Ottocento, e collocati nell'avito palazzo napoletano.
Non è molto chiaro come la casata nobiliare sia giunta in possesso di questo parato tessile. Un'accreditata ipotesi è che i preziosi panni siano stati donati ai d'Avalos dalla corte di Spagna come segno di riconoscenza verso questa stirpe di valorosi condottieri, fedelissimi di Carlo V, che anche a Pavia, dove combatterono sia Ferrante d'Avalos che Alfonso d'Avalos, aveva dimostrato la sua prodezza nelle armi. 
Questa supposizione tuttavia non è suffragata da documenti e quindi non è possibile escludere che quella appartenuta ai d'Avalos sia proprio la seconda tiratura di cui, come detto, è attestata l'esistenza, seconda serie che i d'Avalos possono aver comprato o essi stessi commissionato.
Nel 1862 Alfonso d'Avalos donò gli arazzi al museo napoletano. Quando i panni entrarono nelle raccolte museali nulla si sapeva circa la loro spettanza e in alcune guide ottocentesche sulle opere d'arte custodite nei palazzi nobiliari partenopei si diceva fantasiosamente che gli arazzi d'Avalos erano stati tessuti sulla base di disegni di Tiziano o del Tintoretto.
L'individuazione, a fine Ottocento, di una serie di disegni custoditi al Louvre, chiaramente connessi agli arazzi sulla battaglia di Pavia, attribuiti al pittore fiammingo Bernard van Orley ha consentito di riconoscere l'autore del progetto grafico dei panni. Questi disegni infatti sono ritenuti i modelletti preliminari utilizzati per la stesura dei veri e propri cartoni in scala 1 a 1 (tutti perduti), seguiti dagli arazzieri per la tessitura al telaio.
Sulla base di un monogramma osservabile su alcuni pezzi della serie si è tentato di individuare anche la manifattura in cui i panni furono tessuti: si tratterebbe di quella di Jan e William Dermoyen sita a Bruxelles. La presenza del monogramma consente inoltre di individuare con più precisione un termine post quem della loro fabbricazione (oltre a quello ovvio della data della battaglia di Pavia). L'obbligo di siglare gli arazzi venne infatti introdotto nelle Fiandre nel 1528. La serie sulla battaglia di Pavia è stata quindi tessuta, con ogni probabilità a Bruxelles, tra il 1528 e il 1531 (o al massimo entro il 1533 se i panni d'Avalos dovessero coincidere, come è meno probabile, con la documentata seconda serie sulla battaglia).

## Gli arazzi

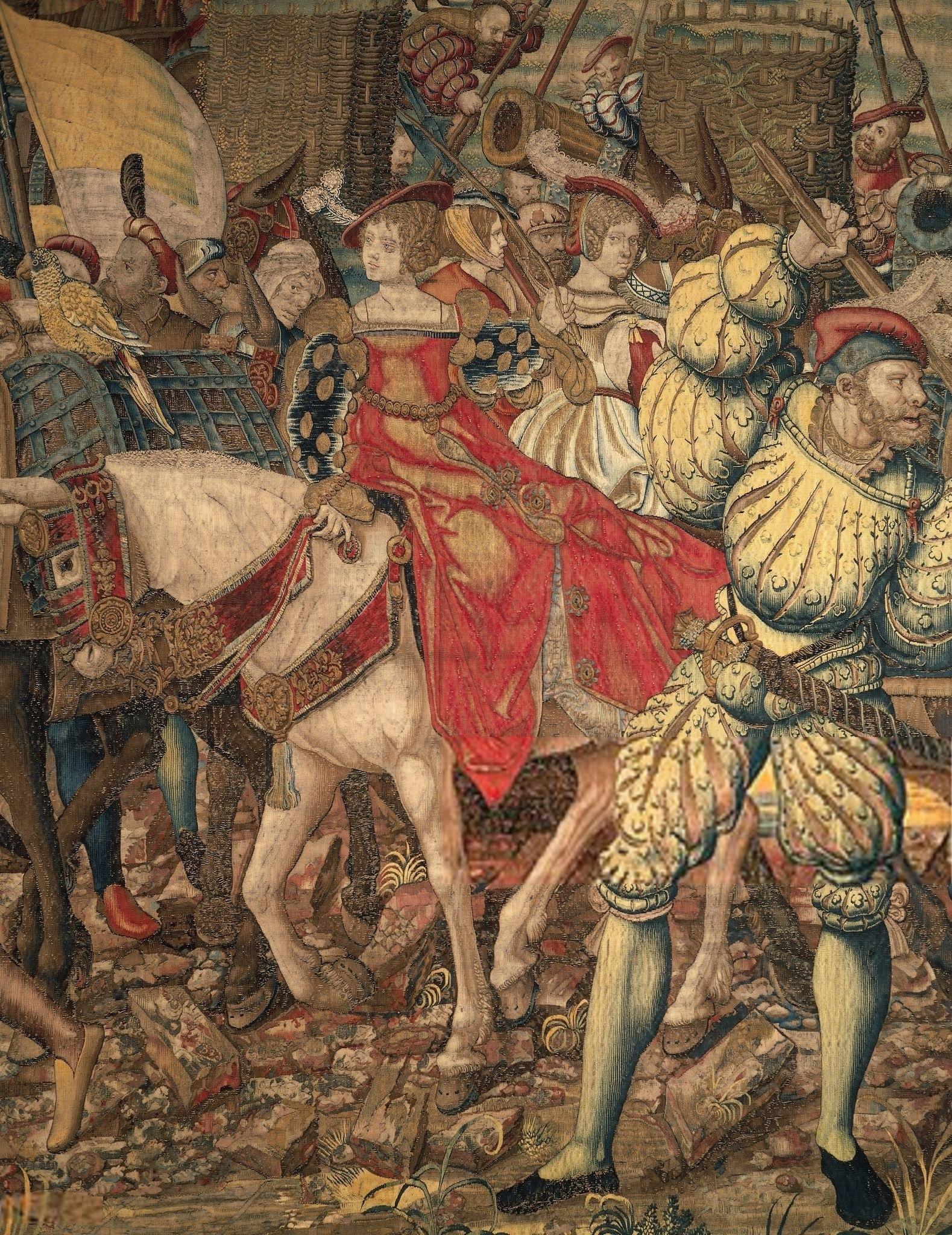
Particolare

Gli arazzi della battaglia di Pavia, con quelli coevi detti Le cacce di Massimiliano (Louvre) - anch'essi verosimilmente frutto della collaborazione tra Bernard van Orley e i Dermoyen -, sono tra i capolavori della produzione tessile fiamminga del Cinquecento e segnano il vertice della vicenda artistica del Van Orley che fu buon pittore e che, grazie a queste prove, dimostrò di eccellere proprio come realizzatore di cartoni d'arazzo.
Vari aspetti rendono la serie di Capodimonte un unicum a partire dal tema che ne è oggetto. Per la prima volta infatti in un vasto ciclo d'arazzi viene trattato un accadimento contemporaneo: vi sono sì precedenti parati tessili dedicati a fatti guerreschi ma senza eccezioni si tratta di vicende dell'antichità o del mito.
Gli arazzi di Napoli peraltro sono i primi in cui si registrano dimensioni così ragguardevoli (specie in lunghezza, che sfiora i nove metri per ogni panno). Non è solo un dato tecnico: la forma così allungata è strumentale alle necessità narrative della serie, con la quale si volle immortalare un dettagliato e storicamente fedele racconto della sfolgorante vittoria di Carlo V. Connesso a questo dato è un altro elemento di peculiarità delle serie: la presenza di molti ritratti, fatto difficilmente riscontrabile in manufatti precedenti. E forse potrebbe essere stata proprio questa esigenza ad indurre la committenza a scegliere come cartonista il Van Orley, esperto ed apprezzato ritrattista della corte brussellese sia durante la reggenza di Margherita d'Asburgo che al tempo di quella di Maria d'Ungheria.
Alla corretta narrazione dei fatti storici si associa l'attenta riproduzione delle armi, delle corazze e delle divise dei combattenti di disparate nazionalità: è probabile che Van Orley si sia avvalso della consulenza di esperti di cose militari. Questi aspetti di forte novità delle serie napoletana vengono in ogni caso coniugati alle caratteristiche tradizionali dell'arte arazziera delle Fiandre, come l'infinità e la varietà di dettagli, l'inserimento di elementi cortesi e di genere (quali alcune elegantissime dame), la virtuosistica resa della vegetazione e degli animali. Tutto ciò è esaltato da sete sgargianti e da preziosi filati d'oro e d'argento.

## I singoli episodi della serie

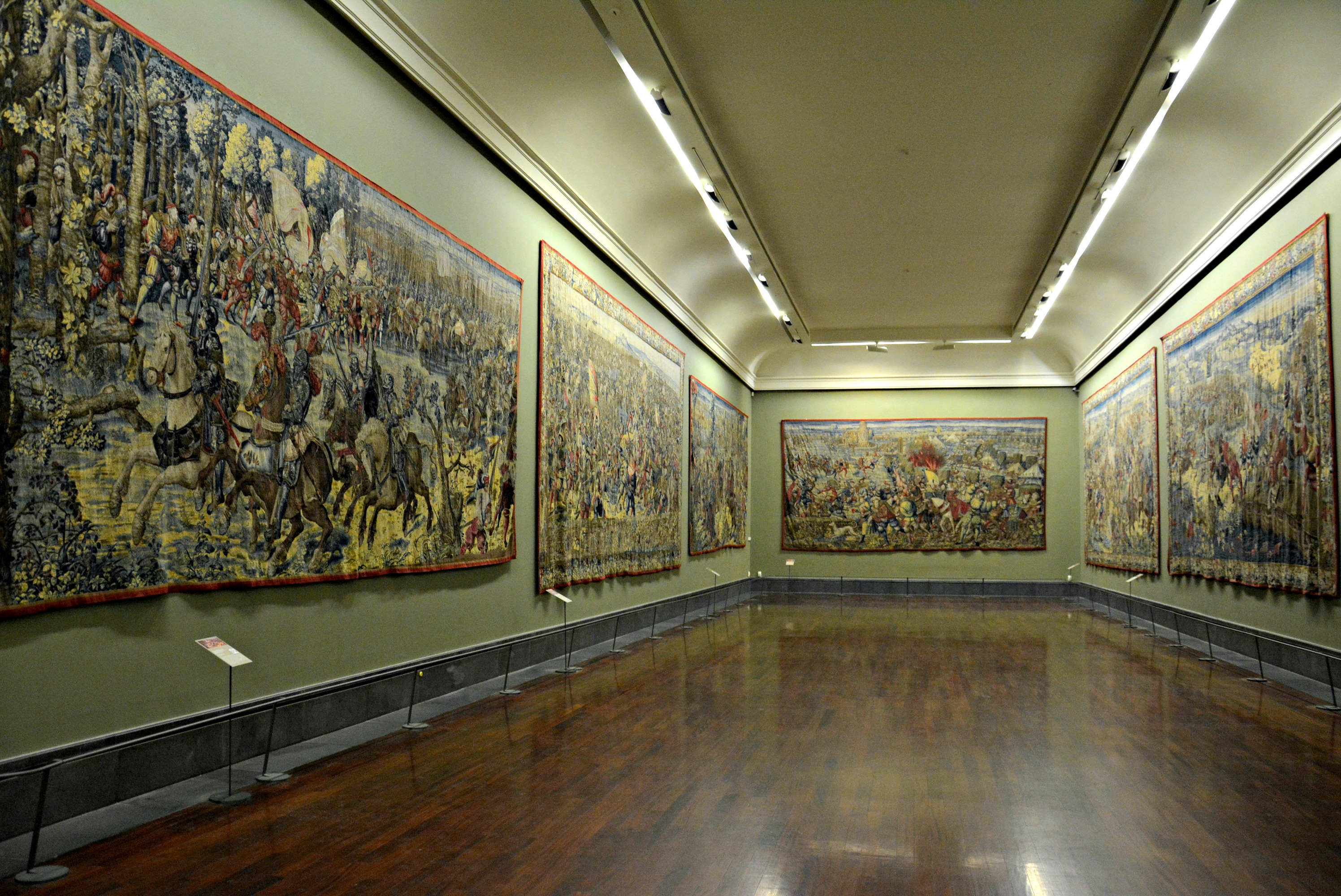
La sala degli arazzi a Capodimonte

L'esatto ordine della serie è dubbio anche in considerazione del fatto che alcuni degli eventi raffigurati si sono svolti simultaneamente. Vi sono quindi più ipotesi ricostruttive. Quella qui seguita è la sequenza con la quale gli arazzi sono attualmente esposti presso il Museo di Capodimonte.
Una breve sintesi dei fatti salienti della battaglia di Pavia facilita la comprensione degli episodi messi in scena dal Van Orley nei singoli panni.
Milano era già stata presa dai francesi nuovamente calati in Italia alla riconquista del ducato ambrosiano, mentre Pavia era ancora nelle mani degli ispano-imperiali e vi era acquartierata una guarnigione al comando di Antonio de Leyva. La città era da mesi sotto l'assedio francese guidato personalmente da Francesco I. In soccorso degli assediati venne inviato un forte contingente asburgico a capo del quale vi era il viceré di Napoli Carlo di Lannoy. Dopo vari giorni di stallo, successivi all'arrivo dei rinforzi imperiali, lo scontro ebbe finalmente luogo e fu rapidissimo. La prima mossa fu degli spagnoli, che lanciarono un primo e leggero attacco. I francesi risposero con un massiccio contrattacco di cavalleria che tuttavia fu facilmente contenuto dal nemico e finì per risolversi in una vera e propria catastrofe: la cavalleria transalpina fu massacrata e il re di Francia che ne era alla testa fu fatto prigioniero.
Assestato questo colpo micidiale gli ispano-imperiali si davano all'assalto del campo nemico che andava in rotta. Una simultanea sortita degli assediati dalla città completava la disfatta francese. Nel volgere di un paio d'ore l'armata di Francesco di Valois veniva totalmente sbaragliata con un enorme numero di perdite. Tra queste vi furono anche molti esponenti della più alta nobiltà di Francia che avevano seguito il loro re nella disastrosa impresa italiana.

### Avanzata dell'esercito imperiale e contrattacco della cavalleria francese guidata da Francesco I

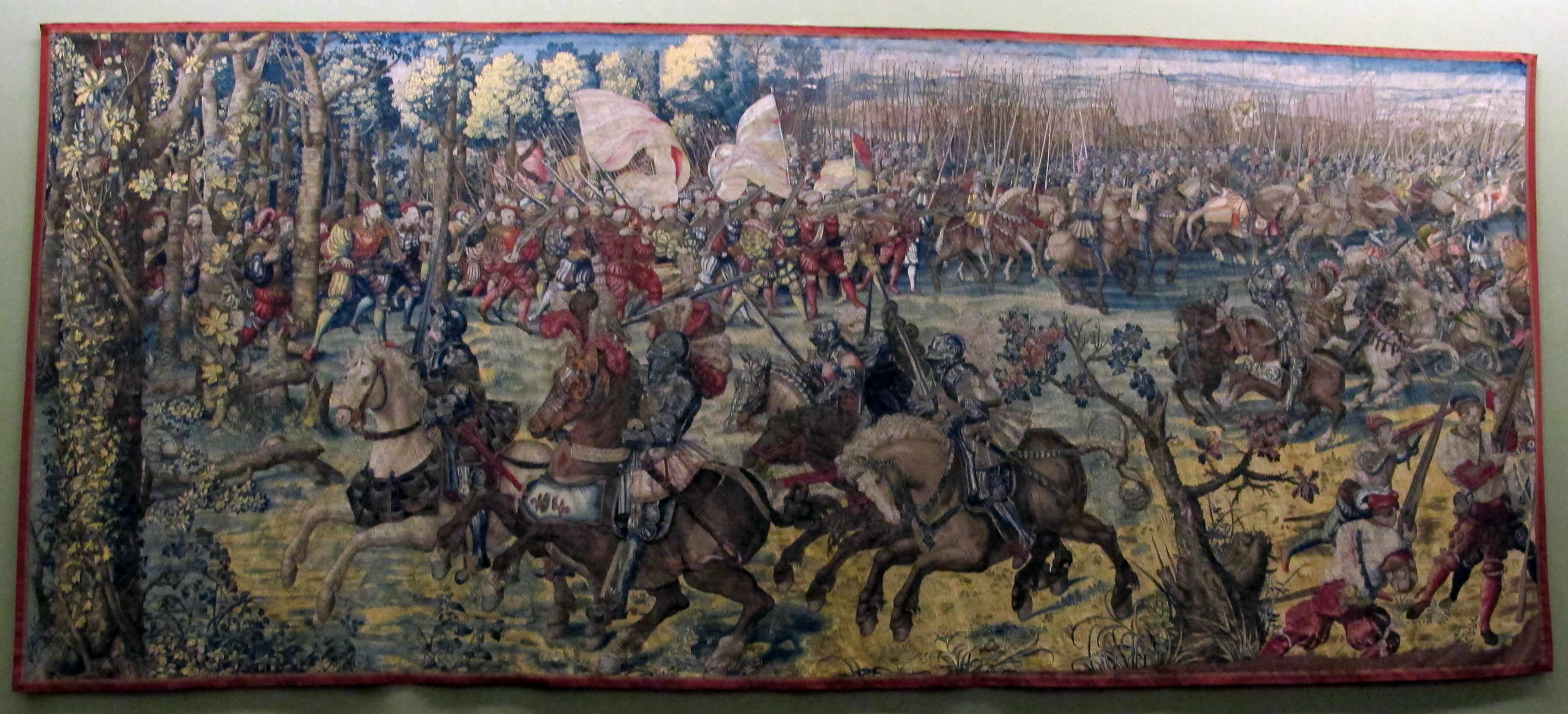
Avanzata imperiale e contrattacco francese

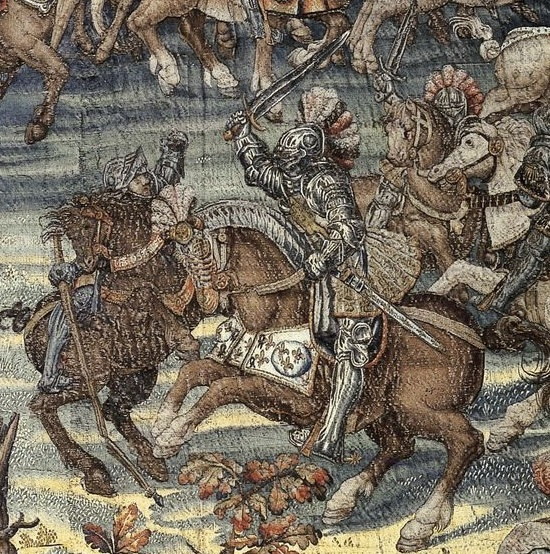
Francesco I uccide Ferrante Castriota

È l'inizio dello scontro. L'azione si svolge nel parco di Mirabello, grande tenuta di caccia cinta da mura situata appena fuori Pavia: qui era stato posto il campo dei Francesi. Gli imperiali nella notte avevano aperto delle brecce nelle mura del parco e vi erano penetrati nascondendosi nella boscaglia. All'alba avviarono alcune provocazioni verso l'esercito del Valois che, per tutta risposta, cadendo in una trappola, lanciò una massiccia carica di cavalleria pesante cui si pose alla guida lo stesso re di Francia.
Nel panno vediamo irrompere da destra verso sinistra i cavalieri di Francesco I con alla testa il re, riconoscibile dai gigli d'Anjou di cui è bardato il suo destriero. A spada sguainata il sovrano si accinge ad uccidere Ferrante Castriota, marchese di Sant'Angelo, valente capitano dell'armata ispano-imperiale.
Sul primo piano dell'arazzo ritroviamo ancora re Francesco I lanciato al galoppo contornato dal suo seguito di cavalieri. In quello che affianca il re su un cavallo bianco e con la celata dell'elmo alzata è forse individuabile l'ammiraglio di Francia Guillaume Gouffier de Bonnivet che a Pavia trovò la morte. Spiccano gli splendidi paramenti dei cavalieri e delle loro cavalcature, massimamente nella figura del sovrano che indossa un elmo con grandi piume variopinte. Sulla pettiera del suo cavallo si vedono i già menzionati gigli d'oro, simbolo della monarchia francese. 

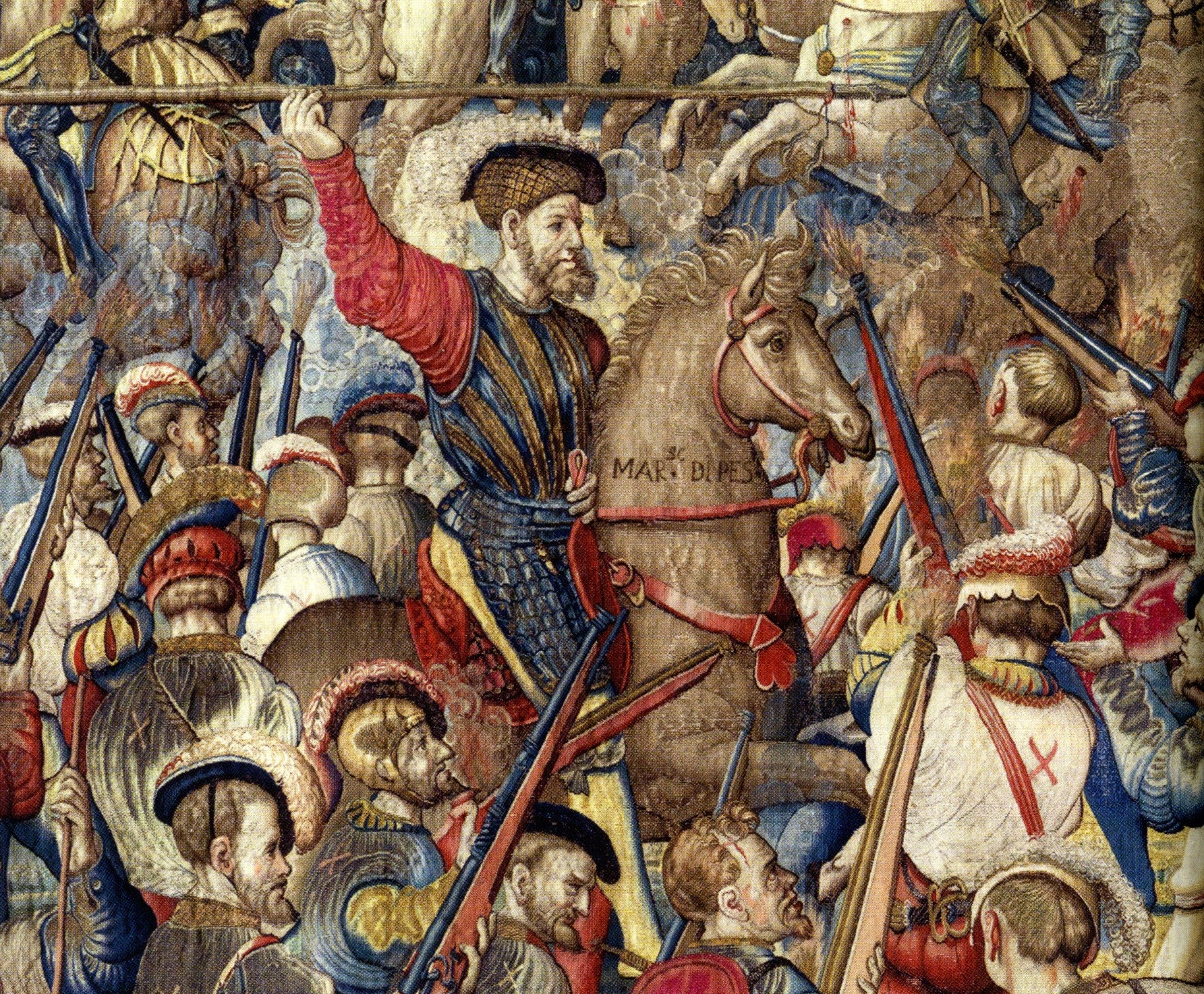
Ferrante d'Avalos

Lo sfarzo col quale sono raffigurati questi nobili cavalieri è sicuramente funzionale al gusto decorativo tipico dell'arazzeria fiamminga, tuttavia ha anche un riscontro storico. In effetti i nobili del seguito reale, ancora legati a codici cortesi, scesero in battaglia con preziose e sgargianti bardature, e questo fatto, pare, ne favorì l'individuazione da parte degli archibugieri spagnoli che li abbatterono in gran numero.
Sullo sfondo vediamo fuoriuscire dal bosco l'armata imperiale: la trappola sta per chiudersi, osserviamo infatti i fanti spagnoli spianare i loro archibugi con i quali in effetti a Pavia fecero strage della cavalleria nemica.

### Sconfitta della cavalleria francese, le fanterie imperiali si impadroniscono dell'artiglieria nemica

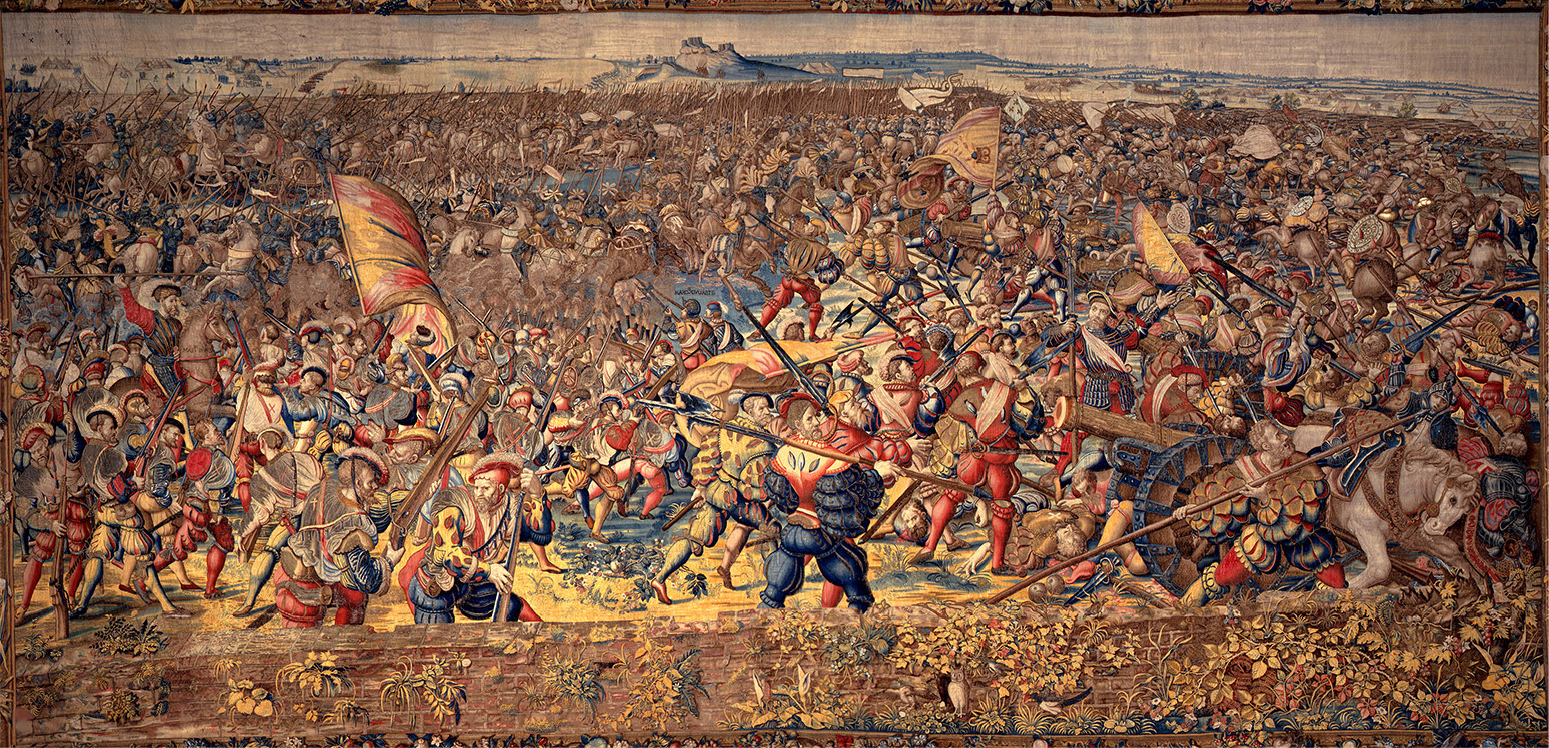
Sconfitta della cavalleria e dell'artiglieria francesi

Lo scontro entra nel vivo. Gli archibugieri spagnoli falciano la cavalleria francese. Sul lato destro del panno i lanzichenecchi tedeschi di Georg von Frundsberg, riconoscibili dalle bande bianche e rosse che portano a tracolla, assaltano le postazioni di artiglieria tenute dai mercenari italiani delle Bande Nere che a Pavia combatterono al soldo del re di Francia. Lo scontro tra i lanzi e gli italiani è durissimo e sono molti i morti che giacciano ai piedi dei pezzi di artiglieria.

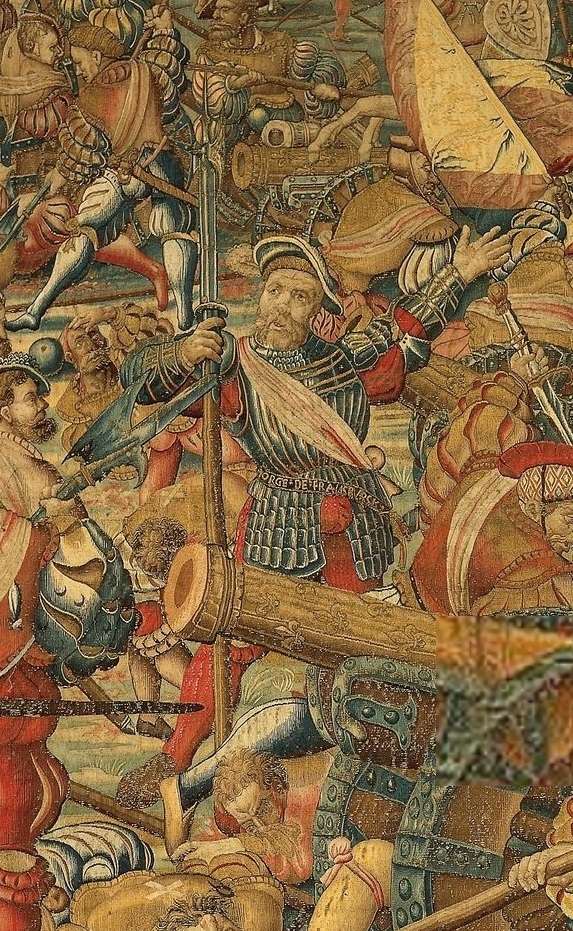
Georg von Frundsberg

Sullo sfondo enormi masse di truppe e selve di picche evocano l'imponente dimensione della battaglia.
Un condottiero a cavallo sulla destra - indossa un corsaletto che copre una giubba rossa - brandendo una lancia incita i suoi all'attacco. Questo personaggio è inequivocabilmente identificato dall'iscrizione Mar.sc di PES che si legge sul collo del suo destriero, cioè marchese di Pescara. Si tratta dunque di Ferrante d'Avalos che a Pavia fu tra i più alti in grado dell'armata asburgica.
In un'altra iscrizione - al centro dell'arazzo, nel mezzo dello specchio d'acqua dove è concentrata la cavalleria francese - si legge Marq.is du Uaste, cioè marchese di Vasto, titolo di Alfonso d'Avalos, nipote di Ferrante, cui spettò il comando della fanteria spagnola. Forse Alfonso è da individuare nella piccola figura in corpetto di cuoio, proprio sotto l'iscrizione, che impugna un'alabarda.
Un terzo personaggio infine è didascalicamente identificato: è il capo dei lanzichenecchi Georg von Frundsberg. Si tratta della figura sulla destra del panno che con una mano impugna una picca e con l'altra ordina ai suoi di dare l'assalto alle artiglierie nemiche: sul cinturone che ne avvolge la vita si scorge infatti il nome del celebre capitano di ventura tedesco.
Chiude la composizione il pezzo di muro in basso in cui, in modo quasi dissonante con la crudezza delle scene di combattimento, è collocato un ricco campionario botanico con funzione decorativa.

### Resa e cattura del re Francesco I

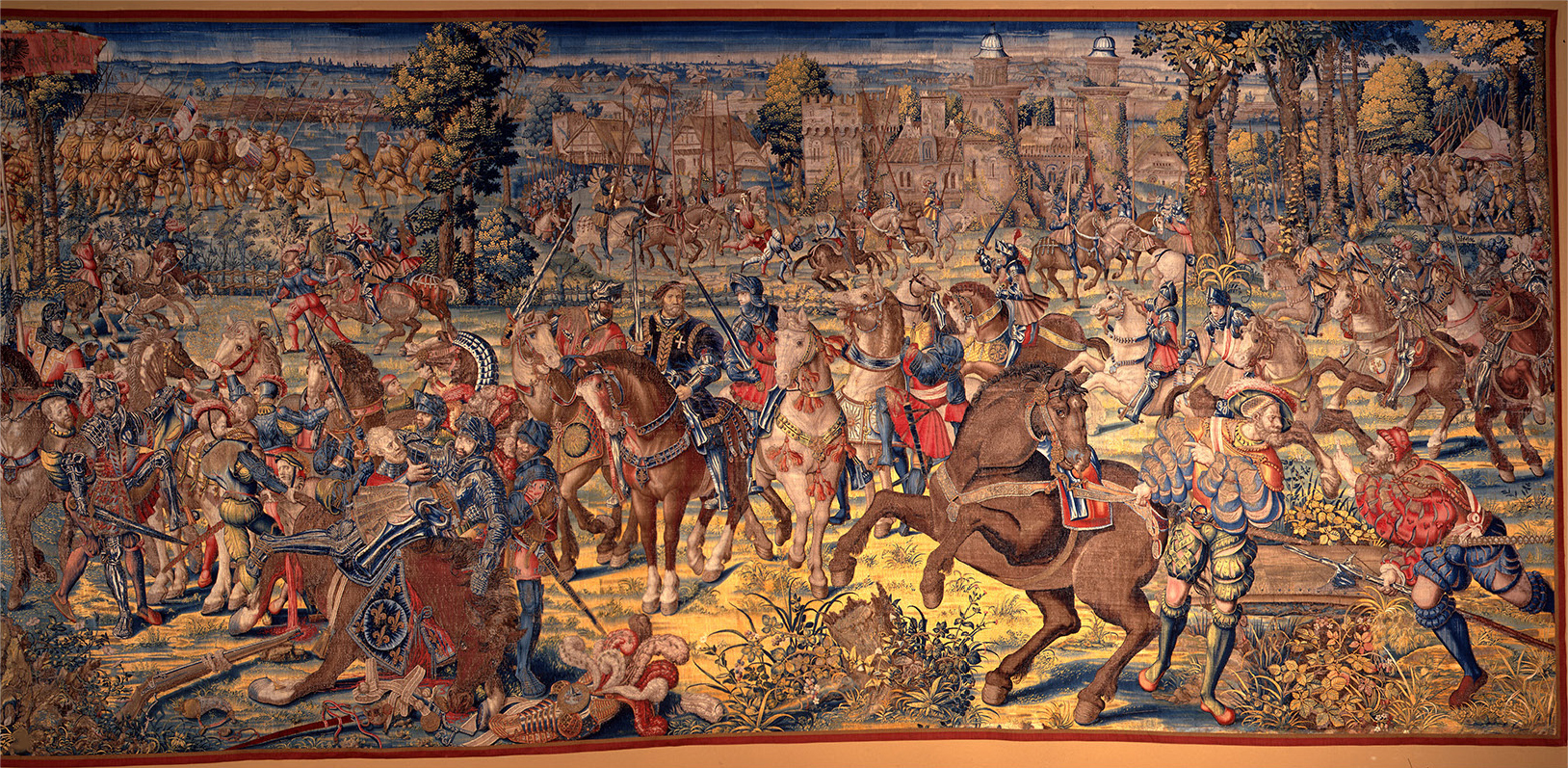
Cattura di Francesco di Valois

In questo pezzo della serie è raffigurato l'evento capitale della battaglia: la cattura da parte degli ispano-imperiali del re di Francia. 

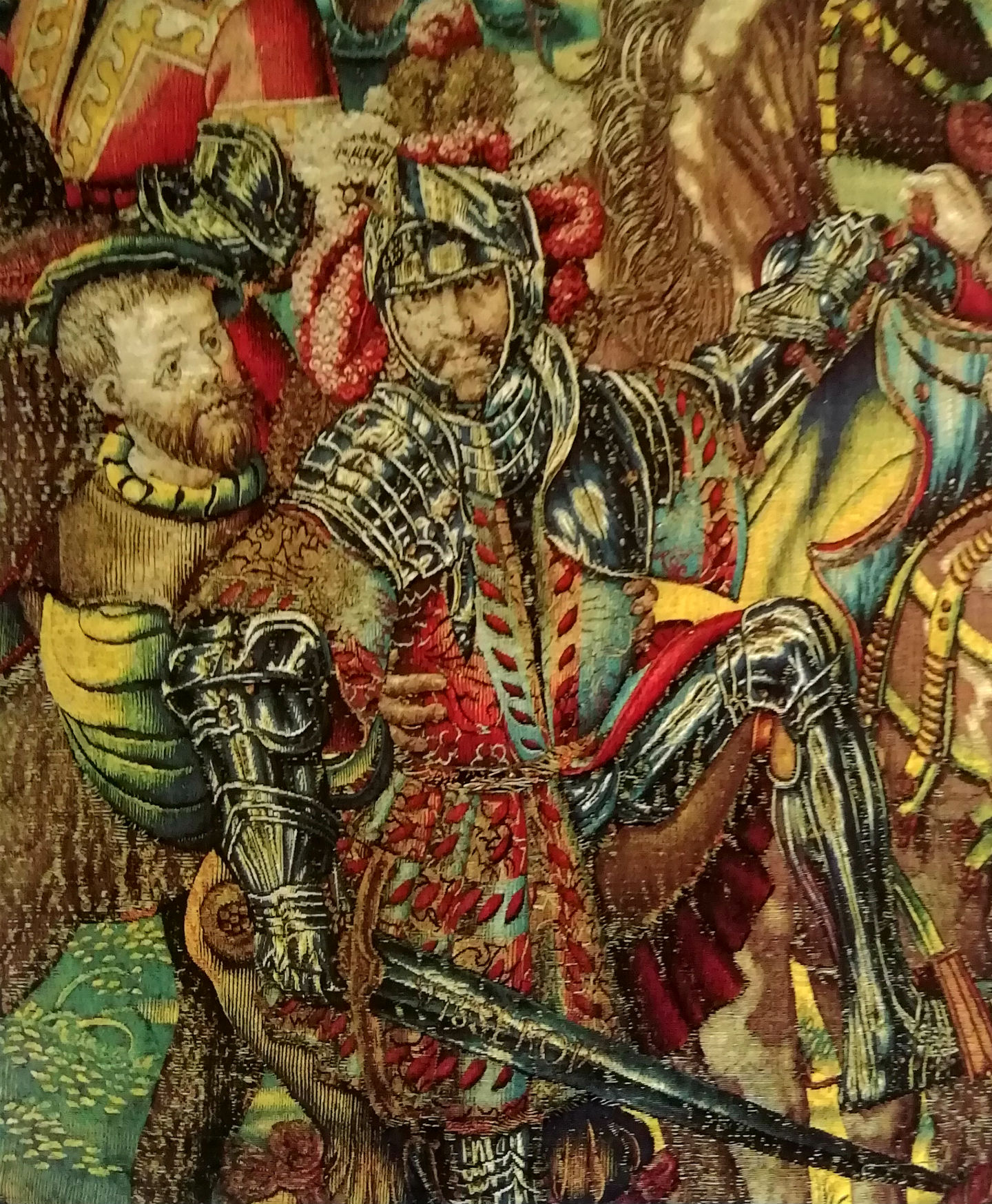
Carlo di Lannoy

In primo piano, in basso verso sinistra, tre cavalieri si prodigano per risollevare il re visibilmente tramortito per l'abbattimento del suo cavallo. I tre personaggi che prestano soccorso al sovrano sono stai individuati in un certo Pomperant, gentiluomo francese facente parte del seguito di Carlo di Borbone, che si narra sia stato il primo a riconoscere il Valois, in Nicolas von Salm, cavaliere tedesco e Jean Bôtard, conte di Montmartin. Tutti e tre fanno parte dello schieramento asburgico e qui compiono un gesto di lealtà cavalleresca verso il re nemico messo fuori combattimento. Immediatamente alle spalle del gruppo di Francesco I e dei suoi soccorritori un cavaliere imperiale solleva con due mani la spada del Valois in segno di vittoria. 

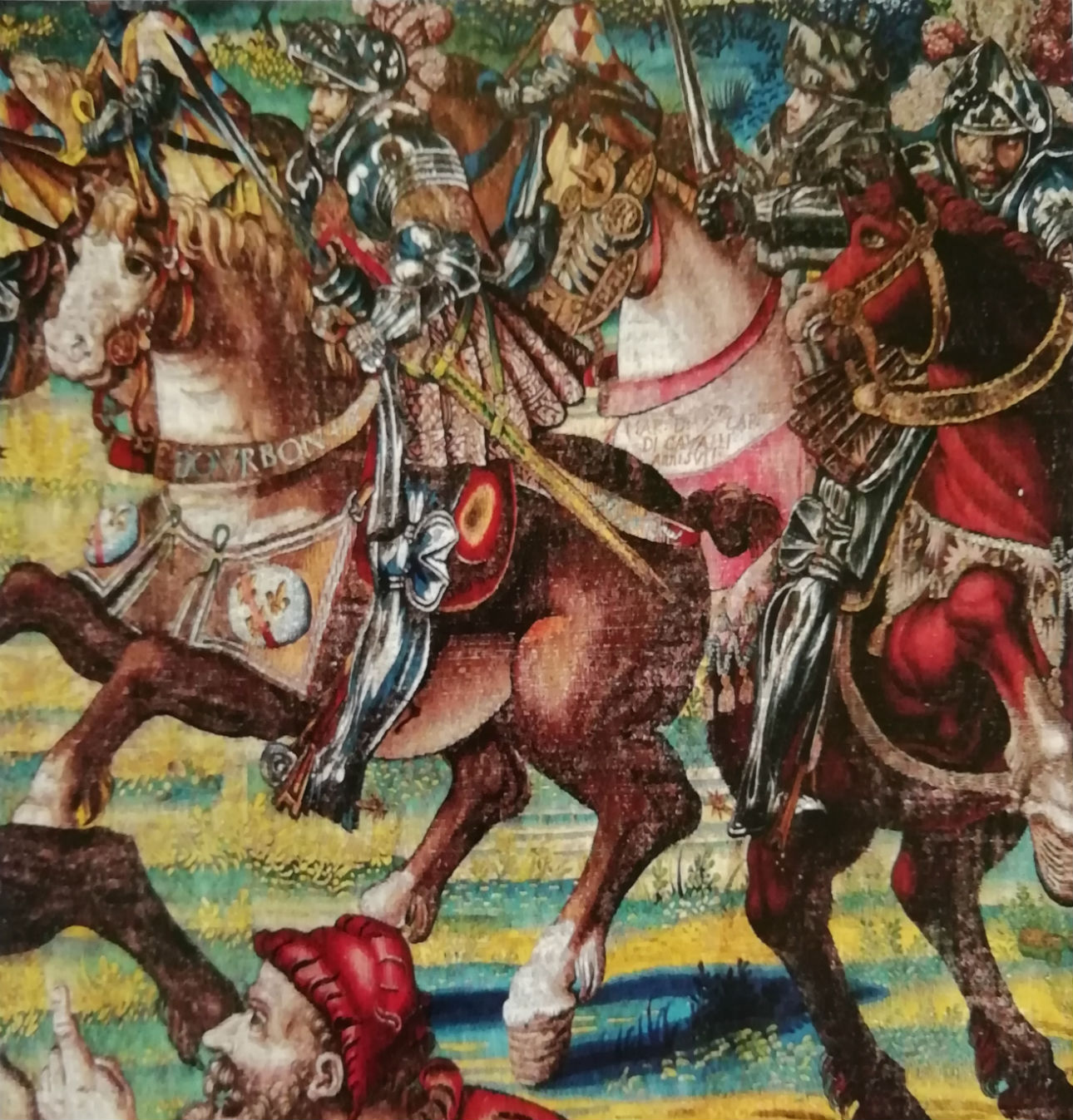
Carlo di Borbone

Sulla sinistra si vede Carlo di Lannoy, comandante in capo dell'esercito imperiale, che scende da cavallo per andare ad accogliere la resa del re di Francia. Da destra invece irrompe al galoppo il già menzionato Carlo di Borbone, esponente della più alta nobiltà francese ma che per profonda inimicizia nei confronti di Francesco di Valois aveva sposato la causa asburgica: il suo nome si legge sui finimenti del cavallo. Tre cavalieri ispano-imperiali al centro dell'arazzo alzano vittoriosamente le loro spade.
All'estrema sinistra della scena un alfiere fa svettare in alto il vessillo dell'imperatore: sul drappo rosso si vedono l'aquila bicipite degli Asburgo e l'impresa di Carlo V composta dalle colonne d'Ercole e dal motto Plus Ultra (nell'arazzo francesizzato in Plus Oultre).

### Invasione dell'accampamento francese e fuga di donne e civili

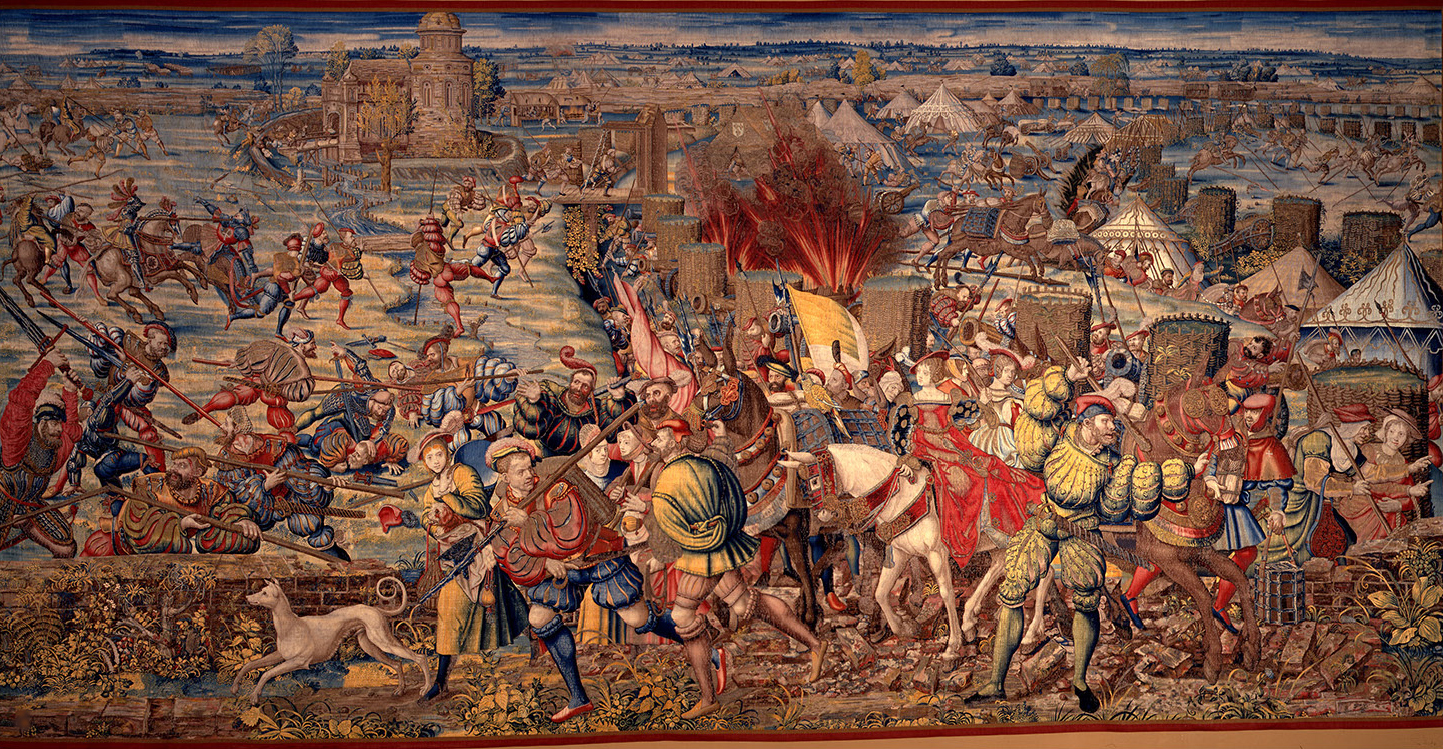
I francesi fuggono dal loro campo

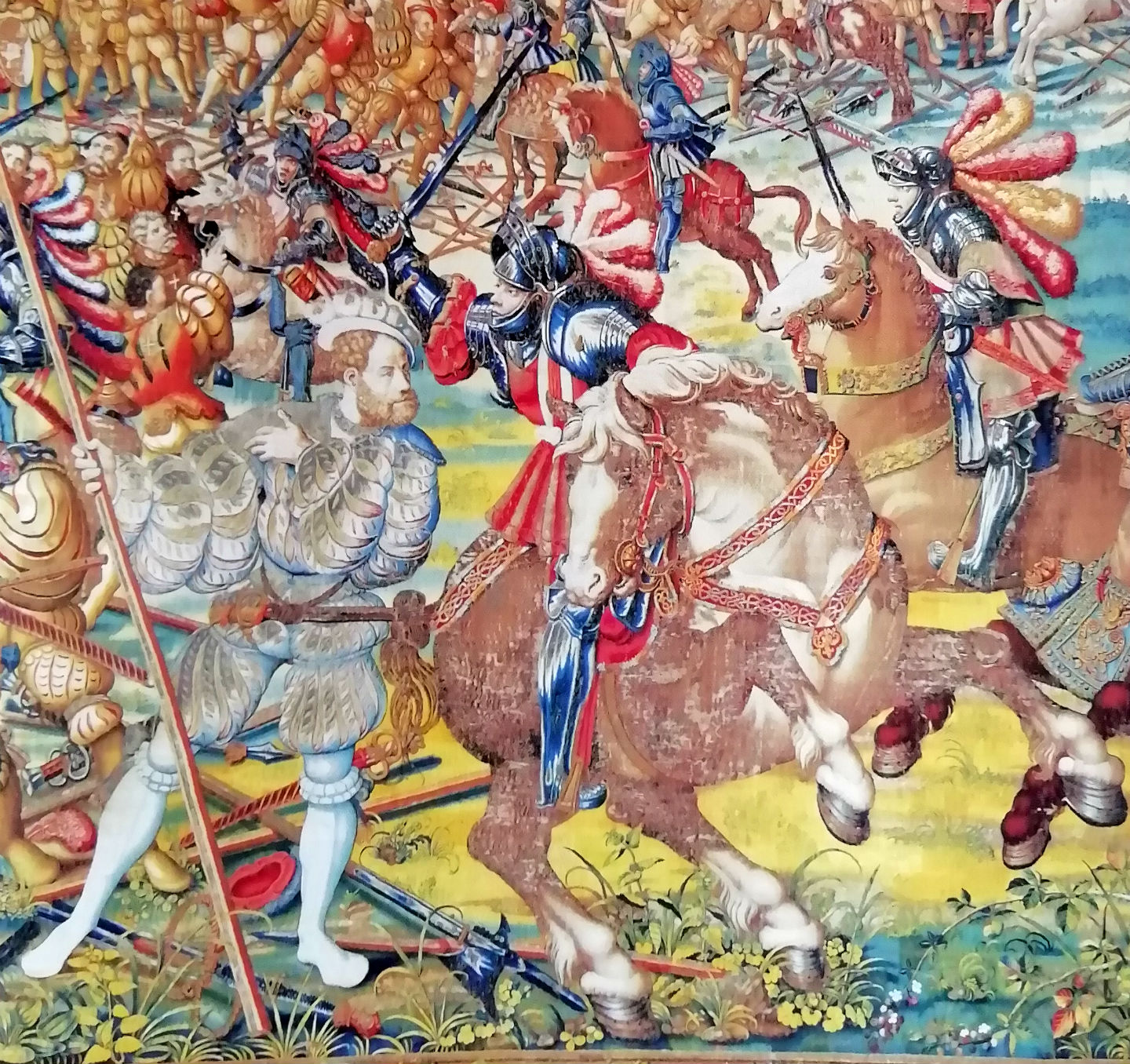
Jean de Diesbach

La disfatta francese è ormai prossima: le schiere imperiali irrompono da sinistra alla conquista del quartier generale dell'esercito nemico, travolgendo ogni resistenza. Spettacolari esplosioni al centro dell'arazzo sottolineano la concitazione della battaglia.
L’imminente caduta del campo scatena il panico tra i francesi e ha inizio la fuga dei civili al seguito dell'armata: familiari dei combattenti, ausiliari ed inservienti che solitamente si aggregavano in quel tempo ad un grande esercito. Il loro coinvolgimento nell'evento offre occasione al Van Orley per arricchire la composizione di ulteriori registri pittorici di gusto cortese: e così vediamo sulla destra una splendida dama, abbigliata con un'elegante veste rossa, cavalcare all'amazzone un'asina bianca dai preziosi finimenti. Nel suo seguito c'è anche una graziosa fantesca, anch'essa raffinatamente abbigliata.
In alto a sinistra si vede il castello di Mirabello e sulla destra le tende bianche dell'accampamento francese. Una di esse è decorata con i gigli di Francia ed è probabilmente quella che ospitava il re. Anch'essa fu saccheggiata dalle fanterie spagnole e la tenda stessa fu presa da Ferrante d'Avalos come trofeo di guerra.
Si può osservare, infine, che il campo di Francesco I era formidabilmente protetto da un imponente schieramento di cannoni: se ne vedono tantissimi intervallati a dei gabbioni che davano riparo ai serventi al pezzo. Nessuno di essi sta però sparando. Questa fu un'altra delle chiavi di volta della battaglia: benché i francesi disponessero di una netta superiorità per numero di bocche da fuoco, la loro malaccorta tattica finì per impedirgli l'uso dell'artiglieria che si sarebbe trovata a tirare sulla stessa cavalleria transalpina. Al termine del combattimento le artiglierie francesi furono parte rilevante della cospicua preda di guerra conseguita a Pavia dagli ispano-imperiali.

### Fuga dei francesi e diserzione dei picchieri svizzeri

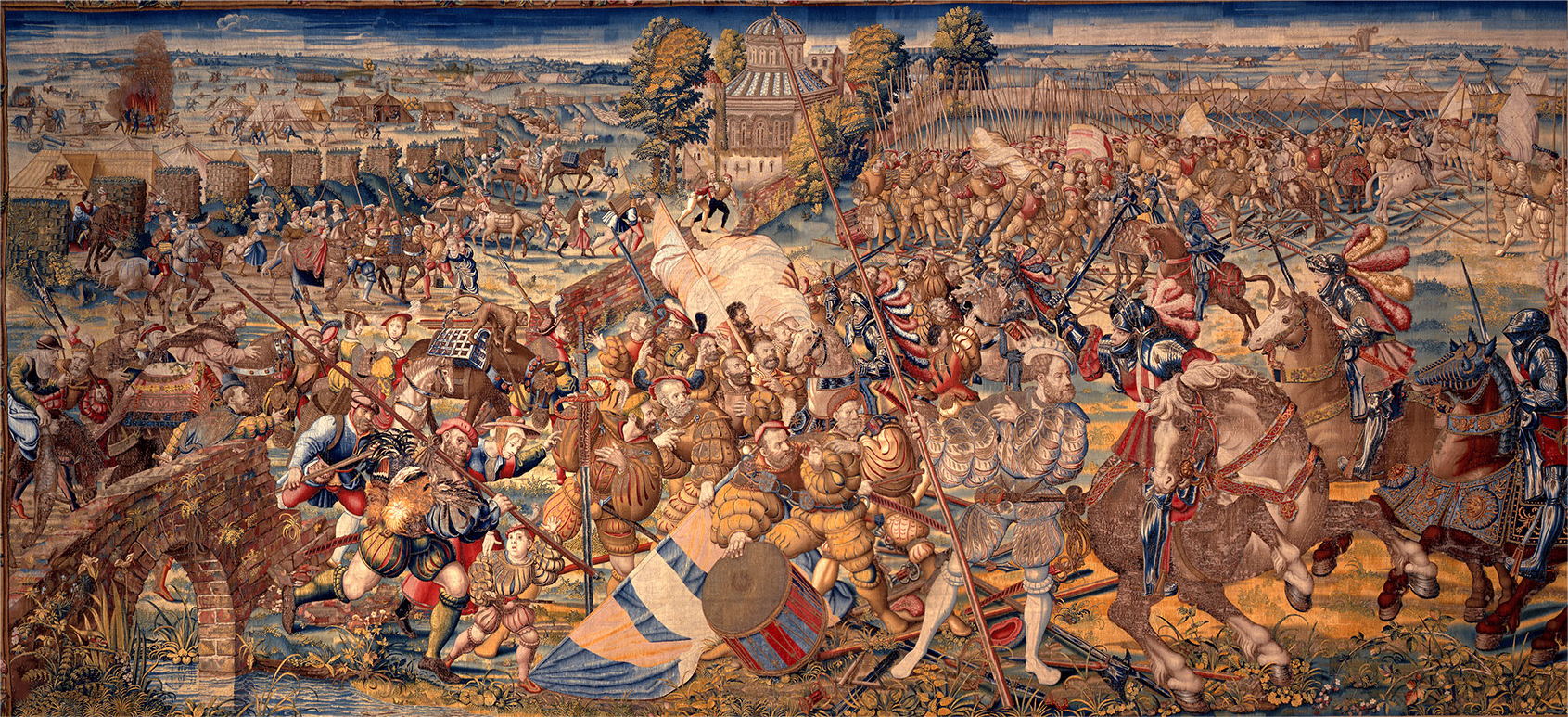
Prosecuzione della fuga e resa degli svizzeri

A sinistra dell'arazzo continua la fuga dei civili francesi dal campo ormai dato alle fiamme dagli spagnoli. 

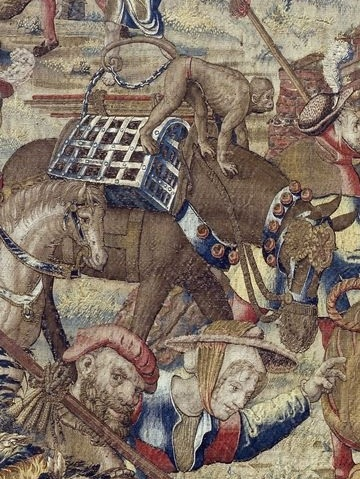
La scimmietta a dorso di mulo

Anche in questo caso la loro partecipazione all'episodio fornisce lo spunto per delle variazioni di registro con l'inserimento di brani di pittura di genere. Il soldato in primo piano che scappa con sua moglie e suo figlio ha legato sulla picca due vistosi polli. Più dietro vediamo una scimmietta che si è arrampicata sul dorso di un mulo e su un piano ancora più arretrato v'è una donna che fugge portando un cesto sulla testa nel quale vi sono due oche.
Sulla destra del panno è invece raffigurato un altro dei fatti cruciali della battaglia di Pavia: il rifiuto dei mercenari svizzeri, che costituivano il grosso della fanteria francese, di combattere. L'improvvida carica di cavalleria ordinata da Francesco I ebbe infatti l'ulteriore effetto di tagliare fuori dalla manovra le formazioni di picchieri svizzeri. Quando le stesse giunsero finalmente a contatto col nemico le sorti dello scontro erano già segnate. Presi dallo sgomento per il rovescio francese ormai chiaro gli svizzeri defezionarono: nell'arazzo vediamo infatti un gran numero di picche - l'arma tipica dei mercenari elvetici - che giacciono ai piedi dei fanti per l'appunto in segno di resa.
Alla generale diserzione fa eccezione il solo capitano degli svizzeri, Jean de Diesbach, che impugnando la picca offre la sua vita ad un cavaliere imperiale per far salvo l'onore.

### Fuga del duca d'Alençon oltre il Ticino

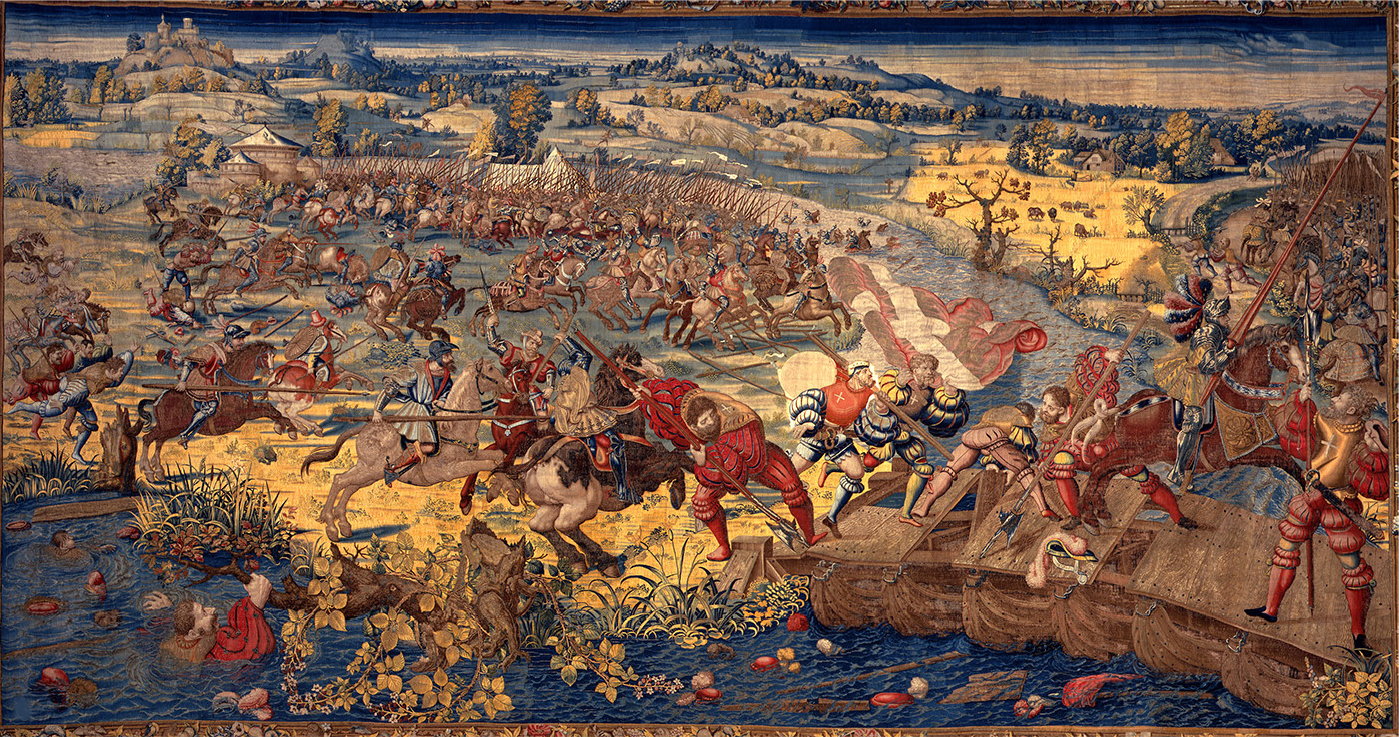
Fuga del duca d'Alençon

Nell'arazzo è messo in scena un altro evento memorabile della battaglia. A fronte nell'inarrestabile sfondamento spagnolo - vediamo qui la tumultuosa carica della cavalleria leggera asburgica - il duca Carlo IV di Alençon, cognato di Francesco I e comandante della retroguardia francese, lasciò la sua posizione e rifiutò lo scontro. Forse quella del duca fu solo una ragionevole ritirata tattica, stante l'impossibilità, a quel punto, di modificare l'esito di una battaglia già perduta, ma in Francia il suo gesto fu invece ritenuto l'atto di un codardo o addirittura di un traditore.
In basso a destra osserviamo quindi la retroguardia francese che, schiacciata sulla riva del Ticino dalla cavalleria nemica, si mette al riparo attraversando il fiume su un ponte di barche. Sulla riva destra del corso d'acqua, già in salvo, si vede all'estremità del panno un cavaliere ripreso di spalle: sulla gualdrappa del suo cavallo si legge l'iscrizione De Alenso che lo identifica come il duca d'Alençon.
Per ordine dello stesso duca il ponte di barche fu distrutto per impedire agli imperiali l'inseguimento: infatti un soldato dell'esercito francese divelle con un'alabarda il ponte dalla sponda sinistra del fiume.
Notevole è l'ambientazione paesaggistica dell'evento che pare svolgersi su un isolotto fluviale. In basso a sinistra un milite gettatosi in acqua in cerca di scampo si regge ad un ramo per evitare di annegare.

### Sortita degli assediati e rotta degli svizzeri che annegano nel Ticino

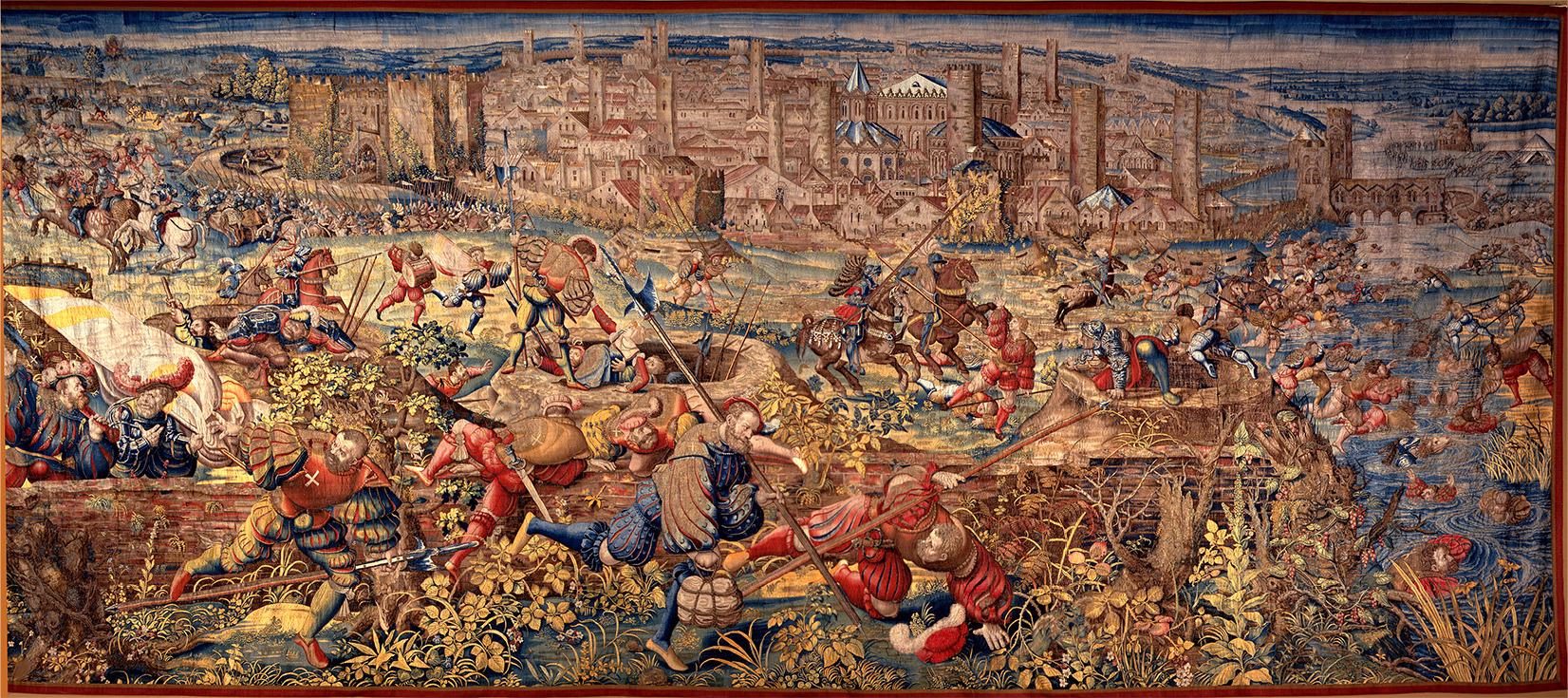
Sortita degli spagnoli da Pavia

È l'epilogo della battaglia: dal castello visconteo (a sinistra) la guarnigione comandata da Antonio de Leyva, che per mesi aveva resistito all'assedio, effettua una sortita avventandosi su ciò che resta dell'armata francese.
A fare le spese della sortita spagnola fu un reparto di fanteria svizzera presto messo in rotta dalle truppe uscite dalla città. Gli svizzeri scappano cercando la salvezza oltre il Ticino. Giunti sulla sponda del fiume hanno però l'amara sorpresa di non trovare più il ponte di barche fatto distruggere dal duca d'Alençon che li ha anticipati nella fuga. A questo punto i mercenari elvetici non hanno altra scelta che buttarsi nelle acque in piena del Ticino, come si osserva alla sinistra dell'arazzo. Molti di essi moriranno annegati.
Si uniscono alla fuga per l'arrivo degli imperiali anche quanti si erano nascosti in dei trinceramenti scavati nel terreno. Sul piano intermedio della scena si vedono soldati e civili francesi uscire da alcune buche per allontanarsi in fretta da queste postazioni ormai non più sicure.
L'intera composizione è dominata da un'ampia veduta di Pavia in gran parte immaginaria ma con l'inserimento di alcune reali e riconoscibili architetture cittadine come il già menzionato castello visconteo a sinistra, il ponte coperto sul Ticino a destra e le molte torri civiche della città.